# Ascensor espacial

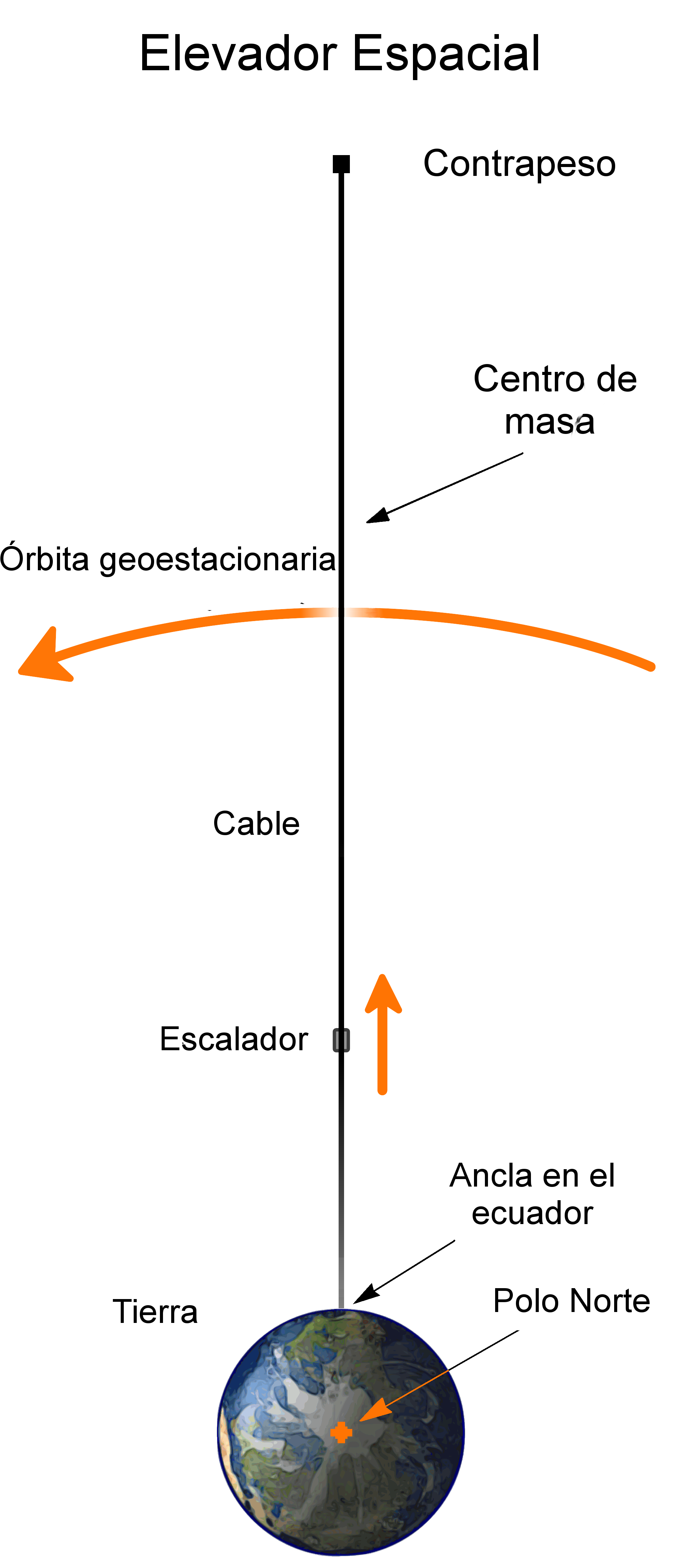
Un ascensor o elevador espacial terrestre consistiría de un cable fijo al ecuador de la Tierra y llegaría hasta el espacio. Al anclar un contrapeso a uno de los extremos (o alargando el cable hacia arriba), el centro de masa se mantendría arriba de la órbita geoestacionaria. La fuerza centrífuga debido a la rotación, nos asegura que el cable se mantendría alargado, contrarrestando la atracción gravitacional. Una vez arriba del nivel geoestacionario, las cargas transportadas sentirían una fuerza hacia arriba, ya que arriba de este nivel, la fuerza centrífuga es mayor que la gravitacional. (La altura de la órbita geoestacionaria relativa al diámetro de la tierra mostrado está a escala).

Un ascensor espacial es un ascensor hipotético que conecta la superficie de un planeta con el espacio.
Básicamente es una estación espacial en una órbita geosíncrona, y de la que parte un cable de 35.786 km de largo que llega hasta el suelo, y que puede tener forma de riel. Para mantener el equilibrio de la estructura, además de situar el anclaje en algún punto lo más cerca posible del ecuador, para minimizar los efectos de tensión por la diferencia entre la rotación de la Tierra y la órbita geosincrónica del satélite, los ponentes de esta tecnología futurista proponen utilizar un tramo de cable idéntico extendido hacia el espacio o bien un contrapeso, de tal suerte que el cable estaría en equilibrio con su centro de masas en órbita geosíncrona. Una vez el cable en su lugar, pueden subir y bajar por él naves y cargas a un coste unas cien veces menor que el que supone lanzarlas por medio de un cohete (prácticamente, el coste de la electricidad necesaria para impulsar el ascensor, que puede ser electricidad renovable procedente de placas solares situadas en el contrapeso).
El concepto fue formulado, tal y como se conoce hoy día, por el ingeniero ruso Yuri Artsutanov en 1960, dentro de un artículo del diario Komsomólskaya Pravda «В Космос — на электровозе» (traducido al inglés como "To the cosmos by electric train"), aunque reconocía que la resistencia a la tracción necesaria para construir el cable no podía obtenerse con ningún material conocido en ese momento. Sin embargo, la idea de un ascensor espacial se remonta al 1895, concebida por el físico ruso Konstantin Tsiolkovsky.

## Hipótesis de ascensores espaciales

### Cable de nanotubos

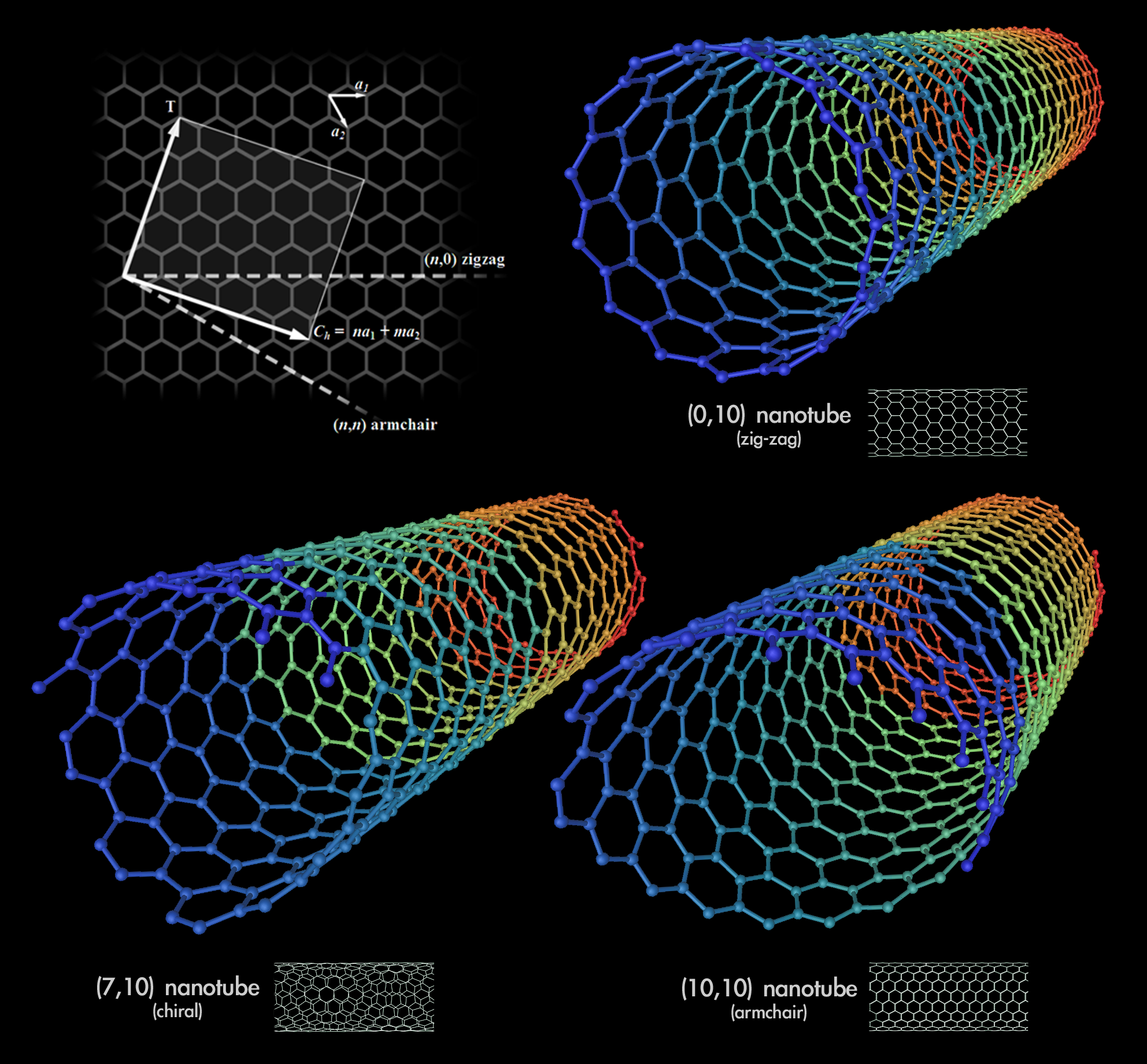
Estructura molecular de los nanotubos de carbono.

Los ascensores espaciales eran hasta hace muy poco un tema exclusivo del género de la ciencia ficción, pues ningún material conocido podía soportar la enorme tensión producida por su propio peso. Actualmente ciertos materiales comienzan a parecer viables como materia prima: los expertos en nuevos materiales consideran que teóricamente los nanotubos de carbono pueden soportar la tensión presente en un ascensor espacial. Debido a este avance en la resistencia de los nuevos materiales, varias agencias están estudiando la viabilidad de un futuro ascensor espacial:
En Estados Unidos, un antiguo ingeniero de la NASA llamado Bradley C. Edwards ha elaborado un proyecto preliminar que también están estudiando científicos de la NASA. Edwards afirma que ya existe la tecnología necesaria, que se necesitarían 20 años para construirlo y que su costo sería 10 veces menor que el de la Estación Espacial Internacional. El ascensor espacial de Edwards no se parece a los presentes en las obras de ficción, al ser mucho más modesto y a la vez innovador en lo que concierne a su eventual método de construcción.
Edwards propone que el ascensor espacial se construya de manera análoga a como se construían los puentes en tiempos pasados: tendiendo una cuerda entre ambos extremos del obstáculo natural, y reforzar progresivamente la cuerda inicial con tramos cada vez más gruesos y resistentes. El elevador de Edwards sería una cinta extremadamente fina (unos cuantos nanómetros) de nanotubos de carbono, que sería lanzada al espacio de manera convencional. Una vez en órbita geosíncrona, la cinta sería descendida a la Tierra con la ayuda de un peso. La cinta sería tan ligera que la nave en la que fue lanzada serviría de contrapeso.
El cable sería recuperado al llegar a la superficie terrestre y anclado en una plataforma flotante en algún punto del ecuador. Con eso se terminaría la construcción del primer elevador espacial. Pese a su finura, la cinta de nanotubos de carbono sería lo suficientemente resistente para soportar el ascenso de un vehículo eléctrico de un centenar de kilogramos.
Edwards también propone utilizar tal capacidad de carga inicial no para carga, sino para reforzar el cable añadiendo más cintas a la primera, utilizando un vehículo eléctrico que montaría el cable sujetándose de él, tal proceso se repetiría hasta lograr construir un cable compuesto capaz de llevar a órbita geosíncrona la capacidad de carga deseada.
También las agencias europea y japonesa están trabajando en sus propios diseños. Asimismo, la Spaceward Foundation ha establecido diversos concursos y premios para quienes aporten mejoras para la construcción de dicho ascensor.

### LaserMotive LLC
En noviembre de 2009 un proyecto desarrollado en Seattle en los Estados Unidos ganó un concurso apoyado por la NASA que tenía como objetivo diseñar un ascensor espacial basado en las ideas presentadas en la literatura científica y de ficción. La máquina ganadora, llamada "LaserMotive LLC" logró ascender 899 metros a lo largo de un cable que colgaba desde un helicóptero e impulsada por un motor eléctrico el cual recibía su carga a partir de un conjunto de celdas voltaicas que convertían en energía eléctrica la luz emitida por un láser en tierra que apuntaba directamente a la máquina.
Esta máquina consiguió mediante este método ascender los 899 metros de cable en tres minutos y 48 segundos por lo cual se le entregó un premio de 900.000 dólares por parte del Proyecto Retos Centenarios de la NASA.

## Ascensores espaciales en la ciencia ficción
Hay una cierta disputa entre Arthur C. Clarke y Charles Sheffield como introductores del concepto en una obra de ficción. El primero introdujo el concepto a una audiencia más amplia en su novela Las fuentes del paraíso (en inglés The Fountains of Paradise) de 1978; en dicha obra, los ingenieros construyen un ascensor espacial en la cima de la isla ecuatorial de Taprobane (que tiene cierta semejanza con Sri Lanka). Charles Sheffield menciona un ascensor espacial en su novela La telaraña entre los mundos, que fue terminada unos meses antes, aunque no logró publicarla hasta después de aparecer la novela de Clarke. 
Los ascensores espaciales se han convertido en una figura recurrente de la ciencia ficción dura, al ser uno de los pocos métodos eficientes para colocar grandes cargas en órbita. Los ascensores espaciales son argumentos narrativos en obras tales como:
- Las fuentes del paraíso, Cánticos de la lejana Tierra y 3001: Odisea final de Arthur C. Clarke.
- La telaraña entre los mundos de Charles Sheffield
- Pórtico de Frederic Pohl, dentro de la Saga de los Heechees
- La trilogía formada por Marte rojo, Marte verde y Marte azul de Kim Stanley Robinson.
- Deepsix, de Jack McDevitt
- La serie de cómics Battle Angel Alita de Yukito Kishiro.
- En el anime Tekkaman Blade la humanidad construyó un anillo orbital que rodea toda la tierra y al que se accede mediante impresionantes ascensores que parten de la superficie, sin embargo luego de la invasión de los Raddam, el anillo queda totalmente poblado por estas criaturas matando a los humanos que aún estaban allí obligando a los pocos que aún quedaban en la tierra a sellar los ascensores o en casos más extremos, destruirlos para impedir que los alienígenas bajaran por ellos.
- En Halo 2 existe una Nueva Mombasa y una Vieja Mombasa en Kenia. La primera posee un ascensor espacial que es destruido por el Covenant en Halo 3:ODST. Precisamente en Halo 3, en el nivel "Autopista Tsavo" se ven anillos que formaban parte del ascensor y que cayeron a tierra cuando la estructura fue destruida.
- En Halo: Reach durante las misiones "Éxodo" y "Nueva Alejandría" que transcurren en la ciudad ficticia de Nueva Alejandría, se pueden observar tres de estos ascensores llamados "The Delphi-Triple Strand Network" y que son visibles a lo lejos en el mar.
- En Halo 4 Forward Unto Dawn, en la <<CAMS>> (Corbulo Academy of Military Sciences) se puede notar la presencia de un ascensor espacial en el centro del complejo, dicho ascensor tenía la función de transportar personal de la UNSC y abastecer a la academia de diversos recursos; En la película, el personal de la academia se ve obligado a evacuar el complejo a través del ascensor espacial, ya que estaban bajo un ataque del Covenant. Finalmente, durante la evacuación de estudiantes y personal de la CAMS, una nave de tipo corbeta del Covenant marcó el fin a la vida operativa del ascensor disparando un torpedo de plasma hacia la estructura del mismo, provocando su desplome total, además de la muerte del personal en proceso de evacuación que se encontraba en los vehículos o góndolas del ascensor y provocando muertes en tierra (por la caída de escombros del ascensor).
- En Los viajes de Tuf de George R. R. Martin.
- En los videojuegos Sid Meier's Civilization IV y Sid Meier's Civilization V existe la posibilidad de construir un ascensor espacial.
- El primer anime de ciencia ficción en el que aparece un ascensor espacial es la serie Super Dimensional Century Orguss de 1983.
- En el popular anime de 2007 Gundam 00, se han construido 3 ascensores espaciales en la Tierra que están conectados a una red orbital de placas solares que suministra electricidad al mundo entero, ya que los combustibles fósiles se han agotado.
- Durante las secuencias cinemáticas del videojuego I-War aparece un ascensor espacial múltiple que conecta la tierra con una estación espacial.
- En la saga de Akasa Puspa la mayoría de los planetas en el cúmulo globular "misteriosamente" cuentan con un ascensor, una babel, espacial
- En el anime Legend of the galactic heroes, el planeta Phezzan posee un gigantesco ascensor espacial desde el cual controlan todo el tráfico espacial que ingresa o egresa del planeta
- En el videojuego Mega Man X8, hay un ascensor espacial llamado "Jakob" que sirve para llevar gente a la Luna.
- En el libro Charlie y el gran ascensor de cristal, continuación de Charlie y la fábrica de chocolate, del autor británico Roald Dahl.
- En el videojuego Airforce Delta Strike hay un nivel en el que se ve un ascensor espacial que luego es destruido por un avión espacial.
- En el libro Límite de Frank Schätzing hay un ascensor de dos cables hacia el espacio.
- En el videojuego Infinite Space, cada planeta tiene ascensores espaciales que sirven de puertos para las naves del juego y para visitar las zonas del planeta.
- En la película del anime To Aru Majutsu no Index, llamada "To Aru Majutsu no Index: Endymion no Kiseki", el ascensor espacial forma parte de la trama.
- En el videojuego The moment of silence, en determinada parte del juego el protagonista viaja a una estación espacial, a la cual se llega a través de uno de estos ascensores.
- En la temporada 4 de Star Wars: The Clone Wars, en el episodio 86 "Bounty", se utiliza un ascensor para ingresar al planeta debido a la alta presión de este, demasiado alta para que las naves la toleren.
- En la novela "Navegante solar " de David Brin, El elevador espacial de la tierra, fue lo único que sorprendió a las especies extraterrestres.
- En las novelas de Accel World mencionan la construcción del ascensor espacial que también sale en el mundo acelerado, en un evento de carreras llamado Hermes Cord.
- En el primer libro de la saga de La Vieja Guardia de John Scalzi, también llamado "La Vieja Guardia" los nuevos reclutas acceden a su primer crucero a través de un ascensor espacial.
- En el videojuego World End Economica existe un ascensor espacial que facilita el acceso a la Luna, conectado a una estación espacial en órbita geoestacionaria. Gracias a ello existen 3 ciudades en la Luna, entre ellas el principal escenario del argumento.
- En el videojuego Cities Skylines se puede colocar un ascensor espacial como monumento que incrementa el número de turistas en las ciudades que se pueden construir.
- En el videojuego Ace Combat 7: Skies Unknown existe un elevador espacial que forma parte de la trama central en la cual es capturado por el Reino de Erusea quien a su vez declara la guerra a la Federación de Osea
- En los libros de la Trilogía de los Tres cuerpos de Liu Cixin se usa un ascensor espacial para alcanzar una base en la órbita de la Tierra
- En el videojuego Satisfactory es posible construir un elevador espacial para enviar recursos al espacio
- En el videojuego Xenoblade Chronicles 2 el Árbol del mundo, situado en el centro de Alrest, es en realidad un ascensor espacial utilizado hace mucho tiempo, que por la falta de uso acabó cubriéndose de vegetación y acabando como se le conoce hoy en día. Este ascensor espacial conecta Alrest con la Estación Orbital nº1.
- En la serie de novelas gráficas Sol Frío de Jean-Pierre Pécau y Damien el protagonista deberá llegar a un ascensor orbital situado en los Pirineos para cumplir su misión.

## Planes de construcción
- Febrero de 2012: la empresa japonesa de construcción Ohayashi anuncia un ascensor espacial de 10.000 millones de dólares, que viajará a 200 km/h y tardará siete días en cada trayecto, y se espera que esté terminado en 2050.[6][7]